# Alexij (Smirnov)
Alexij (světským jménem: Andrej Jurjevič Smirnov; * 10. dubna 1975, Stavropol) je ruský duchovní Ruské pravoslavné církve a biskup bakuský a ázerbájdžánský.

## Život
Narodil se 10. dubna 1975 ve Stavropolu.
Studoval na Stavropolském duchovním semináři a Petrohradské duchovní akademii. Dne 12. července 1999 byl metropolitou stavropolským a vladikavkazským Gedeonem (Dokukinem) rukopoložen na diákona a 1. srpna na jereje. Dne 24. srpna přijal mnišský postřih se jménem Alexij na počest svatého Alexije z Edessy. Stal se duchovním katedrálního chrámu svatého Ondřeje ve Stavropolu.
Od 1. září 1999 přednášel na semináři a od 2. listopadu 2003 sloužil v chrámu Všech svatých v Michajlovsku. Poté byl představeným chrámu Ikony Matky Boží Znamení ve vesnici Naděžda.
Roku 2009 byl povýšen na igumena a dokončil studium historie na Stavropolské statní univerzitě. Dne 1. června 2011 byl jmenován předsedou oddělení náboženského vzdělávání a katecheze stavropolské eparchie.
Absolvoval také studium sociální filozofie a teologie na Severokavkazské federální univerzitě. Od srpna 2012 byl ključarem Andrejevského podvorje a prorektorem semináře.
Dne 30. května 2024 jej Svatý synod zvolil biskupem bakuským a ázerbájdžánským. Dne 2. června byl povýšen na archimandritu a biskupská chirotonie proběhla 13. června v chrámu Nanebevstoupení Páně u Nikitských vrat (Moskva). Hlavním světitelem byl patriarcha moskevský a celé Rusi Kirill.